# Карабудахкентское княжество
Карабудахкентское княжество (бийликство) — феодальное владение, отделившееся от Тарковского шамхальства в конце XVI — начале XVII веков. В V—VIII входило в состав Джидана.

## Города
Эшкал — Турецкий путешественник Эвлия Челеби упоминает город Эшкал в Кумыкии, который ученые соотносят с Ишкарты (верхнее и нижнее)
Параул — «В сопровождении воинов выделенных нам бием Карабудага, мы отправились в путь и достигли деревни Пирбай, ею правит сын Карабудахского хана» — Эвлия Челеби

## История
В V—VIII веках территория Карабудахкента входила в состав раннефеодального кумыкского государства Джидан.
Княжество или ханство располагалось на территории современного Карабудахкентского района Дагестана.
После распада Джидана на этой территории образовалось княжество Хамзин (Сувар). Карабудахкент находился на южной границе области кумыков (Область Мамукту) упоминаемой тимуридскими летописцами.
Столицей княжества был Карабудахкент. История Карабудахкентского княжества тесно связана с историей кумыкских земель и Тарковского шамхальства

## Правители
Сурхай-Хан
Солтан-Бек